# Christine Leins

Christine Leins, Aquarell, o.T., 2018, 45,0 cm × 35,5 cm

Christine Leins (* 12. Mai 1969 in Kaiserslautern) ist eine in Tübingen lebende Zeichnerin.

## Leben und Werk
Christine Leins studierte ab 1990 an der Johannes Gutenberg-Universität Mainz Philosophie und an der Kunsthochschule Mainz Freie Kunst, u. a. bei Cornelia Hesse-Honegger. 1996 erhielt sie ein Förderstipendium und 1997 das Diplom im Fach Zeichnung.
Für ihr Werk bestimmend wurde die Technik der Punktlasur, in der unzählige übereinander gelagerte Schichten transparenter Punkte die Form konstituieren. Mit dem durch diese Technik extrem verlangsamten künstlerischen Prozess bringt sie eines der grundlegenden Themen ihrer künstlerischen Arbeit zum Ausdruck: die Stille der Dinge, die Darstellung des In-sich-Ruhens von Objekten und damit auch des In-sich-Ruhens von Welt.
Am Anfang ihres zeichnerischen Wegs steht ab 1992 die Erkundung der Dinge. Zunächst am isolierten Objekt, dann ab 1999 in der Erweiterung auf ganze Stillleben, auf die Ordnung der Dinge. Die Krise des ersten Ansatzes erfolgt im zunehmenden Innewerden dessen, "was mich eigentlich interessiert: Struktur, Licht, Schichtung und Verdichtung, Transparenz".
Die ab 2005 entstehenden, zentrierten Quadratmotive sind auf den weiten umgebenden Papierflächen in ihrer Interaktion verhaltener und meditativer. Sie sind ein Mittel der Versenkung in die Tiefe des Raumes, in das Changement der verschieden dichten Farbflächen, in ihre Suggestion taktiler Qualitäten, Seit 2007 überträgt sie die schon 2005 erscheinenden wattigen Punkte, sich auflösende Formkonturen und ausfransende Ränder nun in das Medium der Tuschezeichnung.
Den farbigen Tuschezeichnungen widmete das Angermuseum Erfurt 2010 eine Einzelausstellung und ein Katalogbuch („Den Anfang zeichnen“).

## Sammlungen (Auswahl)
- Kupferstichkabinett Staatliche Museen zu Berlin[1]
- Kunstmuseum Bonn[1]
- Kupferstich-Kabinett Staatl. Kunstsammlungen Dresden[1]
- Museum Kunst Palast Düsseldorf[1]
- Angermuseum Erfurt[1]
- Museum für Neue Kunst Freiburg[1]
- Pfalzgalerie Kaiserslautern[1]
- Staatliche Kunsthalle Karlsruhe[1]
- Landesmuseum Mainz[1]
- Kunsthalle Mannheim[1]
- Staatliche Graphische Sammlung München[1]
- Germanisches Nationalmuseum, Nürnberg[1]
- Staatsgalerie Stuttgart[1]
- Ulmer Museum[1]
- Kupferstichkabinett der Akademie der Bildenden Künste, Wien[1]

## Ausstellungen
- 1998: Dimensionen der Zeichnung, Landtag Rheinland-Pfalz, Mainz (Gruppenausstellung)[1]
- 2007: Christine Leins, Galerie Susanne Albrecht, München[1]
- 2008: Christine Leins – Arbeiten auf Papier, Saarländisches Künstlerhaus, Saarbrücken[1]
- 2008: Christine Leins, Kunstbüro Berlin[1]
- 2009: Seltsam Zartes, Kornhaus Galerie Weingarten im Alamannenmuseum[1]
- 2009: Die Gegenwart der Linie, Pinakothek der Moderne (Gruppenausstellung)[1]
- 2010: Die fabelhafte Welt der Zeichnung, Städtische Galerie Offenburg (Gruppenausstellung)[1]
- 2010: Den Anfang zeichnen: Christine Leins – Arbeiten auf Papier, Angermuseum, Erfurt[1][3]
- 2011: Soul Train – Positionen der Zeichnung, Städtische Galerie Fürth (Gruppenausstellung)[4]
- 2012: Christine Leins – Blick nach innen, Galerie Vero Linzmeier, Berlin[5]
- 2013: München zeichnet, Galerie der Künstler München (Gruppenausstellung)[6]
- 2014: Die schönsten Zeichnungen, Museum Pfalzgalerie Kaiserslautern (Gruppenausstellung)
- 2019: Linie | Poesie, Galerie Fenna Wehlau, München (Gruppenausstellung)[7]
- 2023: Das Insekt, Kunsthalle Mannheim (Gruppenausstellung)[8]